# Corègia
La corègia ('en grec antic χορηγία) era un servei ordinari que s'oferia a l'antiga Grècia, i consistia a proporcionar un cor (χορός "chorós", literalment grup de cantants i dansaires per a les representacions) convenientment entrenat per als festivals. La corègia era una feina molt pesada que comportava dificultats i despeses, però durant el període de democràcia grega era compensat pel prestigi que cada coreg adquiria entre els seus conciutadans i per la competició que es realitzava de festa en festa entre els coregs per millorar els resultats de l'altre.
Originàriament hi havia un coreg per cada tribu, que es nomenava onze mesos abans d'un festival. Els dirigents de cada tribu buscaven les persones idònies per aquest càrrec i les proposaven. Normalment es nomenava als ciutadans més rics, però també podia ser elegit un ciutadà que assumís voluntàriament el càrrec.
Als Jocs i festivals on hi havia competicions teatrals, l'arcont fixava el nombre de coregs, en funció del nombre de poetes que haguessin demanat un cor per a representar la seva obra. Un sorteig determinava qui d'entre els coregs elegits, començava a triar l'obra que més li convenia. L'acompanyava el διδάσκαλος ("didáskalos", instructor), que de vegades era el mateix poeta, i ensenyava, ajudat per musics, flautistes o citaristes, les paraules, les danses i les cançons al cor. La música va anar adquirint cada vegada més importància i el paper del didáskalos va ser ocupat amb el temps per un músic.
El coreg havia de triar els components del cor, que sempre havien de ser ciutadans. A les festes Lenees es permetia que alguns d'ells fossin metecs, i fins i tot se'ls autoritzava a actuar com a coregs, però en els altres festivals si es descobria algun estranger participant al cor era castigat amb una multa de mil dracmes. Era de vegades difícil de triar els membres del cor, ja que als pares no els agradava que els seus fills participessin al teatre, pels perills morals que això comportava. El risc devia ser cert, ja que una llei de Soló prohibia que fos nomenat coreg cap persona menor de quaranta anys.
Els coregs havien de facilitar un lloc per als assajos, que normalment era la pròpia casa, però algunes ciutats tenien edificis públics amb aquesta funció. També es feien càrrec de les despeses de manutenció i vestits de cada un dels membres del cor, i de pagar els flautistes i músics, i de vegades alguns hi perdien tot el seu patrimoni. Però la satisfacció de vèncer en la competició i poder mostrar amb orgull el trofeu, normalment un trípode de bronze que passava a mans de la seva tribu, era una gran recompensa. De fet per a exercir el càrrec, normalment s'exigia tenir com a mínim tres talents de patrimoni, i l'estat sufragava una part de les despeses. Les obres que es presentaven als festivals eren normalment quatrilogies, i els coregs havien de subministrar cors per les quatre obres, encara que no se sap del cert si era en totes el mateix. Els coregs no pagaven als actors de l'obra, ja que ho feia l'estat juntament amb l'arrendatari del teatre, que cobrava entrades.
Els trípodes dels guanyadors normalment es recollien en llocs especials, de vegades tot un carrer a la ciutat, a Atenes era un carrer que sortia de l'acròpoli, i es guardaven en edificis i en monuments especials, com ara el famós Monument de Lisícrates.
Amb l'empobriment de l'estat i dels ciutadans, va anar desapareixent l'exhibició de despeses dels coregs, fins que Càl·lies III (406 aC) va regular la participació de dos tribus o de dos coregs conjuntament en les despeses. Més tard, en època de Demetri de Falèron, cap al 325 aC, l'estat va assumir la corègia, i nomenava un únic personatge que dirigia tots els cors de totes les representacions de totes les festes sagrades, al que finançava.
La corègia, a més d'Atenes, existia a les illes de Sifnos, i Ceos, a l'illa d'Egina, a Mitilene, i a Tebes. L'estat recollia uns diners entre els ciutadans destinats a les despeses de la corègia, i un ciutadà pagava 200 dracmes per les despeses de tots els festivals en conjunt, i un metec en pagava 100. Sembla que no era ben bé un impost, sinó una aportació que havia estat aprovada a la bulé.